# Macrolobium colombianum
Macrolobium colombianum är en ärtväxtart som först beskrevs av Nathaniel Lord Britton och Ellsworth Paine Killip, och fick sitt nu gällande namn av Uribe. Macrolobium colombianum ingår i släktet Macrolobium och familjen ärtväxter.

## Underarter
Arten delas in i följande underarter:
- M. c. bicuspidum
- M. c. colombianum
- M. c. metaense
- M. c. monagasense
- M. c. ocumarense
- M. c. ramiflorum